# Frank Wieneke
Frank Wieneke (Hannover, 31 gennaio 1962) è un ex judoka tedesco.

## Palmarès

### Olimpiadi
- 2 medaglie:
  - 1 oro (Los Angeles 1984 nei -78 kg)
  - 1 argento (Seul 1988 nei -78 kg)

### Europei
- 3 medaglie:
  - 1 oro (Belgrado 1986 nei -78 kg)
  - 2 argenti (Pamplona 1988 nei -78 kg; Helsinki 1989 nei -78 kg)